# Płyn Burowa
Płyn Burowa (łac. aluminii subacetatis solutio FP XII, syn. liquor aluminii acetici, liquor aluminii subacetici, liquor Burovi, aluminium subaceticum solutum) – 
preparat galenowy do użytku zewnętrznego, sporządzany według przepisu farmakopealnego. W Polsce na stan obecny (2024) skład określa monografia narodowa zamieszczona w Farmakopei Polskiej XIII 2023.

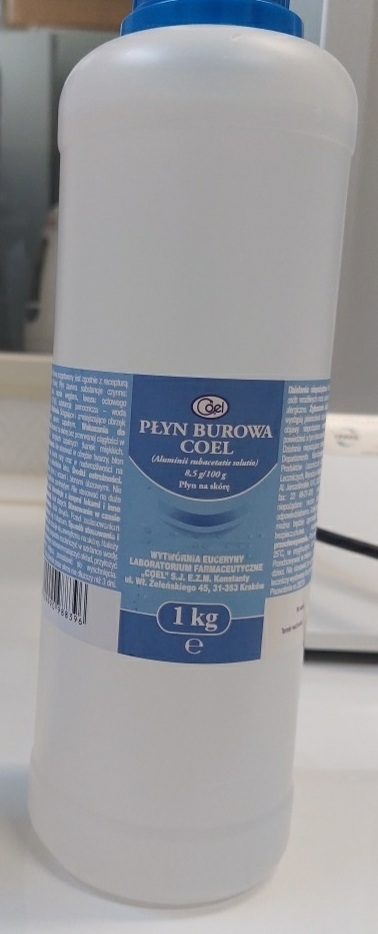
Płyn Burowa – produkt leczniczy

Płyn Burowa jest 7,5–9% roztworem wodnym zasadowego octanu glinu, Al(OH)(CH
3COO)
2

## Składniki i otrzymywanie
| Siarczan glinu osiemnastowodny            | 100,0 cz. |
| Strącony węglan wapnia                    | 47,0 cz.  |
| Kwas octowy (o stężeniu 311 g/l, tj. 30%) | 120,0 cz. |
| Woda oczyszczona                          | q.s.      |

Sporządzanie
Uwodniony siarczan glinu rozpuszcza się na zimno (proces długotrwały) w 250 cz. wody i sączy. Przesącz rozcieńcza się wodą do otrzymania roztworu o gęstości od 1,138–1,140 g/ml. Do roztworu dodaje się porcjami strącony węglan wapnia utarty z 70 cz. wody, a następnie kwas octowy. Mieszaninę pozostawia się w otwartym naczyniu na 72 godziny, co pewien czas mieszając. Ciecz znad osadu dekantuje się i przesącza. W razie potrzeby rozcieńcza się wodą do uzyskania stężenia ok. 8,5%.

## Właściwości fizykochemiczne
| Wygląd          | bezbarwna, przeźroczysta ciecz, lekko opalizująca                                                       |
| Zapach          | słaby zapach kwasu octowego                                                                             |
| pH (20 °C)      | około 2                                                                                                 |
| Rozpuszczalność | produkt łatwo rozpuszcza się w wodzie, alkoholach, natomiast nie rozpuszcza się w chloroformie, eterze. |

Należy unikać ogrzewania preparatu, ponieważ ulega on wtedy rozkładowi.

## Zastosowanie
Jest lekiem do stosowania miejscowego o właściwościach ściągających i przeciwzapalnych, stosowanym w stłuczeniach i obrzękach zazwyczaj w rozcieńczeniu 1 łyżka roztworu na szklankę wody lub większym – nawet w stosunku 1:2. Nie wolno go stosować w przypadkach otwartych zranień.
Wchodzi w skład płukanki Parmy.